# 聖の青春
『聖の青春』（さとしのせいしゅん）は、将棋棋士・村山聖を題材とした、大崎善生の2000年のノンフィクション小説。及びその映像化作品。また演劇台本ともなり、何度か舞台上演されている。

## 概要
幼くして患った難病と闘いながら、純粋に将棋に没頭し、29歳の若さで早世した将棋棋士・村山聖の生涯をつづったノンフィクション。
大崎のデビュー作であり、第13回新潮学芸賞、第12回将棋ペンクラブ大賞を受賞した。また、講談社文庫版が、2012年に、第二回広島本大賞を受賞。友人が育てていたノンフィクション・ライターが病気で急逝し、その物語の書き手にフィットする人が見つからず、その友人が漏らした「大崎さんが書いてくれるとええんやけどなあ」の一言が転機となり、当時日本将棋連盟出版部に勤めていた大崎が執筆を引き受けた。

## テレビドラマ
2001年1月6日、新春スペシャルドラマとしてTBS系列で全国放送された。制作は村山の出身地である広島県の中国放送（RCC）と、TBS・テレビマンユニオンの3社が共同で行った。
著者の大崎と親交があったテレビマンユニオンの元会長・萩元晴彦が本作にほれ込み、出版元の講談社と直談判して映像化権を獲得、テレビドラマ化が実現した。本作はテレビプロデューサーであった萩元の遺作となった。

### キャスト
- 村山聖 - 藤原竜也
- 村山伸一 - 渡辺いっけい
- 村山トミコ - 金久美子
- 森信雄 - 小林稔侍
- 大崎善生 - 寺島進
- 仙田 - 八嶋智人
- 加藤 - 内田朝陽
- 尾崎勇仁
- 滝浦文隆
- 内海卓哉
- 今関愛美
- 森下哲夫
- でんでん
- 尾上紫
- 飛田航介
- 中上ちか
- 大鷹明良
- 翁筆栄
- 梅田凡和
- 菊池均也
- 岸本功
- 山田洋
- 児玉徹
- 矢吹俊吉

### スタッフ
- 脚本 - 高木凛、今野勉
- 演出 - 今野勉
- 主題歌 - 石川セリ MI・YO・TA

## 映画
2016年11月19日公開。第29回東京国際映画祭クロージング作品。
村山を演じた松山ケンイチ、羽生善治を演じた東出昌大それぞれの役作りなどが話題となった（松山の周囲が危惧するほどの体重増量、東出の羽生善治を研究尽くした所作、たたずまい）。

### キャスト
- 村山聖 - 松山ケンイチ
- 羽生善治 - 東出昌大
- 森信雄（聖の師匠） - リリー・フランキー
- 聖の母・トミ子 - 竹下景子
- 弟弟子・江川貢（奨励会を年齢制限で退会する。モデルは二段で退会した、指導棋士・観戦記者の加藤昌彦。加藤は聖より先輩であり小林健二門下である。） - 染谷将太
- 東京にきた聖をサポートするベテランのプロ棋士・橘正一郎（モデルは滝誠一郎） - 安田顕
- 東京にきた聖と交流する同世代のプロ棋士・荒崎学（モデルは先崎学） - 柄本時生
- プロ棋士・谷川浩司 - 野間口徹
- ベテラン棋士・井守鶏三 - 遠藤たつお
- ベテラン棋士・田中章道 - 矢嶋俊作
- 聖の父・伸一 - 北見敏之
- 「東京の師匠」として村山を支える将棋連盟の職員・将棋雑誌編集長・橋口（モデルは原作者の大崎自身） - 筒井道隆
- 大盤解説会聞き手・本人役　- 山口恵梨子
- カメオ出演：山崎隆之、田丸昇、中村真梨花
- 看護婦 - 明星真由美
- 路上に倒れていた聖を助ける男（三谷工業勤務） - 中本賢
- 村山が通う大阪の古書店店員 - 新木優子
- 聖の子供時代 - 込江大牙
- 聖の後援会会員 - 野添義弘
- 聖の膀胱がんを診断する医師・敷島健介 - 鶴見辰吾

### スタッフ
- 原作 - 大崎善生
- 監督 - 森義隆
- 脚本 - 向井康介
- 将棋監修 - 金井恒太、伊藤真吾、藤倉勇樹
- 音楽 - 半野喜弘
- 主題歌 - 秦基博「終わりのない空」[7]
- 撮影 - 柳島克己
- 照明 - 根本伸一
- 録音 - 白取貢
- サウンドエフェクト - 北田雅也
- 編集 - 佐藤崇
- 美術 - 安宅紀史
- 装飾 - 谷田祥紀
- VFX - NTTメディアラボ、アネックスデジタル
- 医療監修 - 堀江重郎
- 看護監修 - 依田茂樹
- スタジオ - 角川大映スタジオ、東宝スタジオ
- ラボ - IMAGICA
- 企画 - 菊池剛、滝田和人（株式会社グラスホッパー）
- プロデューサー - 野副亮子、武田吉孝、永井拓郎
- エグゼクティブプロデューサー - 井上伸一郎
- 特別協力 - 日本将棋連盟、村山伸一、村山トミ子[注 1]、森信雄
- 制作協力 - WOWOW
- 製作プロダクション - RIKIプロジェクト
- 配給 - KADOKAWA
- 製作 -「聖の青春」製作委員会（KADOKAWA、日本映画投資、朝日新聞社、電通、WOWOW、RIKIプロジェクト、日本経済新聞社、毎日新聞社）

### 受賞歴（映画）
- 第31回高崎映画祭 最優秀監督賞（森義隆）
- 第71回毎日映画コンクール[8]
  - 脚本賞（向井康介）
  - 録音賞（白取貢）
- 第40回日本アカデミー賞
  - 優秀主演男優賞（松山ケンイチ）
  - 優秀助演男優賞（東出昌大）
- 第59回ブルーリボン賞
  - 主演男優賞（松山ケンイチ）
- 第26回日本映画批評家大賞
  - 助演男優賞（東出昌大）

### 主なロケーション場所
- 関西将棋会館
- 将棋会館(東京）
- 更科福島駅店
- ジャンカラJR福島店前
- 鳩森八幡神社（千駄ヶ谷）
- 古書コンコ堂（阿佐ヶ谷）
- 旅館「向龍」会津東山温泉
- 鯛尾（広島県安芸郡坂町）
- 元湯・陣屋 （鶴巻温泉）
- 猪苗代湖